# Stazione di Berlino-Wannsee
La stazione di Berlino-Wannsee (in tedesco Berlin-Wannsee) è una stazione ferroviaria di Berlino, sita nella zona sud-occidentale della città, fra i quartieri Wannsee e Nikolassee, a poche centinaia di metri dalla riva del lago Wannsee.

## Storia
La stazione fu aperta il 1º giugno 1874, insieme alla linea ferroviaria Wannseebahn; questa linea, che deviava dalla Berlino-Potsdam (Stammbahn) dalla stazione di Zehlendorf per ricongiungersi ad essa a Griebnitzsee (oggi nel territorio di Potsdam), fu costruita per servire il nuovo quartiere di ville che stava sorgendo in riva al lago Wannsee.

La stazione di Wannsee portò fino al 1878 il nome Wannensee.

Il 15 aprile 1879 fu aperta la seconda linea ferroviaria, la Wetzlarer Bahn; su questa fu realizzata una fermata, adiacente a Wannsee, ma battezzata Dreilinden. Le due stazioni furono unificate (con il nome Wannsee) nel 1888.

Nel 1913 fu aperta la ferrovia Friedhofsbahn, da Wannsee al grande Cimitero Ovest di Stahnsdorf.

Il fabbricato viaggiatori attuale fu costruito nel 1927-28. Nello stesso anno fu elettrificata la linea suburbana proveniente dalla Stadtbahn e diretta a Potsdam (dal 1930 S-Bahn). Seguirono nel 1929 l'elettrificazione della Friedhofsbahn e nel 1933 della Wannseebahn.

Con la costruzione del Muro di Berlino, il 13 agosto 1961, lo scalo, l'ultimo nel territorio di Berlino Ovest, divenne capolinea della S-Bahn, con l'interruzione delle tratte verso Stahnsdorf e Potsdam. Rimase il traffico passeggeri "interzonale" (dalla Germania Federale a Berlino Ovest), proveniente da Griebnitzsee, e quello merci, proveniente da Drewitz. La tratta costituì fino al 1976 (quando fu riaperto il transito di Staaken) l'unico ingresso a Berlino Ovest per i treni provenienti dalla Germania Occidentale.

## Strutture e impianti
Il fabbricato viaggiatori fu costruito nel 1927-28 su progetto di Richard Brademann in stile espressionista. Ha una cupola di forma ottagonale ed è sotto tutela monumentale (Denkmalschutz).

Verso sud (quasi ai confini di Potsdam) è presente un grande deposito della S-Bahn.

## Movimento

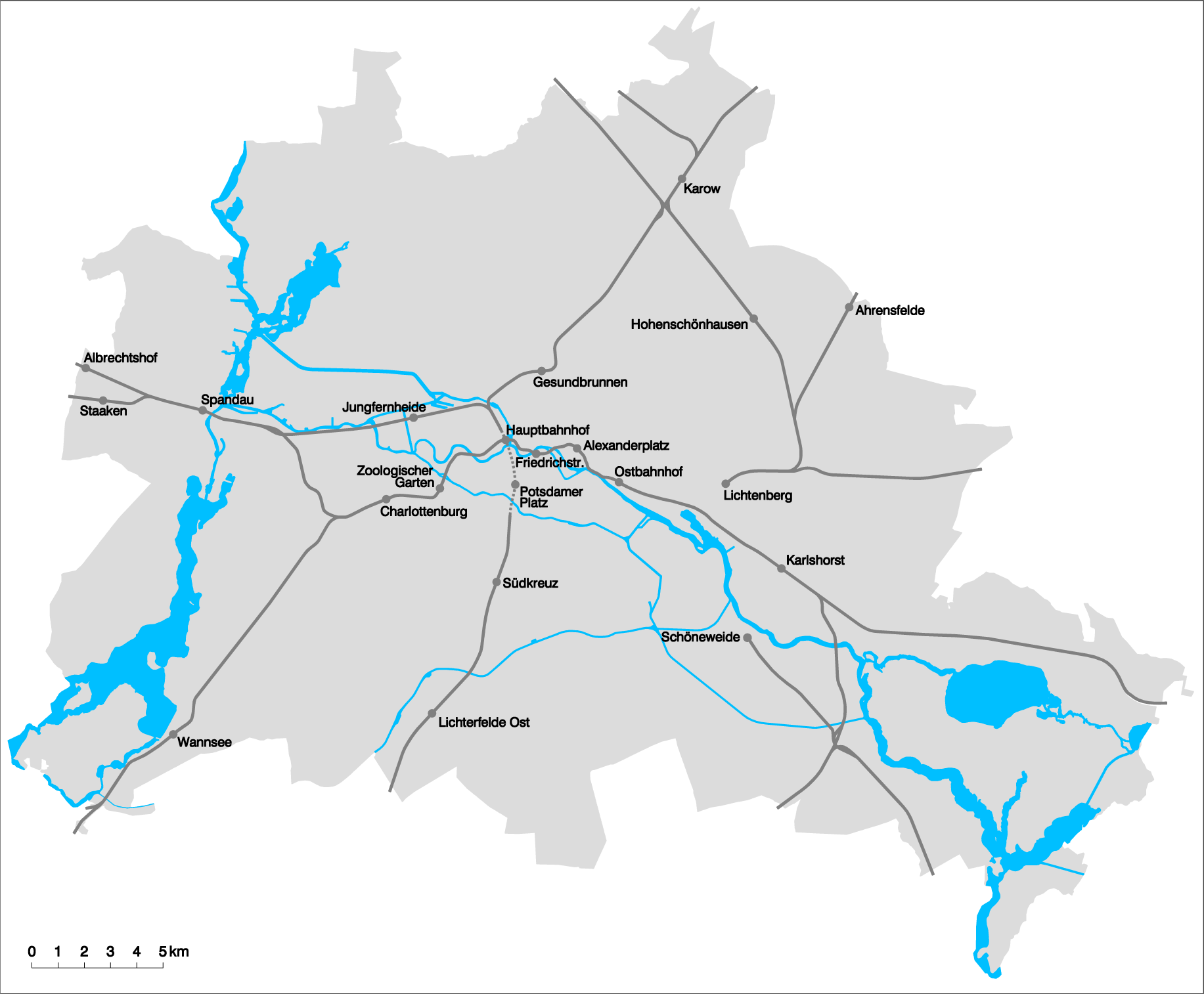
La rete ferroviaria passeggeri di Berlino dal 2006

La stazione ha avuto maggiore importanza nel periodo successivo alla riunificazione tedesca, fino al 2006. Con l'inaugurazione della nuova Hauptbahnhof e del tunnel nord-sud ha perso gli ICE, rimanendo tuttavia un importante scalo per i treni "auto al seguito". La maggior parte del traffico riguarda corse regionali nel Brandeburgo e dintorni. Fra i treni a lunga percorrenza rimasti vi è un NachtZug che la collega a Monaco, un EuroNight verso Vienna ed un Urlaub Express (lett. "espresso delle vacanze", periodico) verso Verona, alcuni anni fa chiamato Spree-Alpen-Express.

## Interscambi
- Fermata autobus
- Fermata traghetto (linea F10)

## Galleria d'immagini

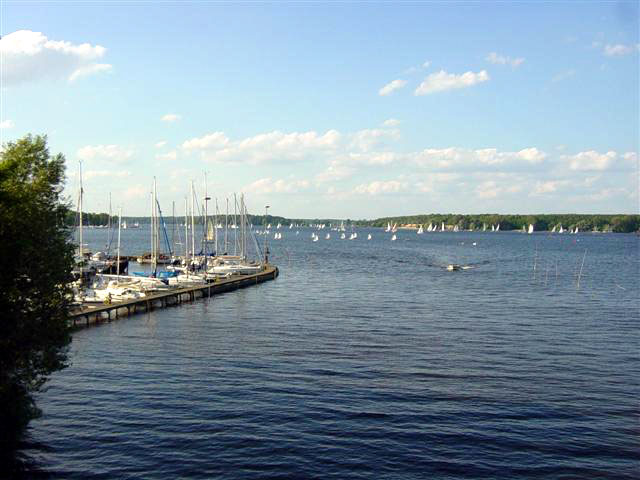
Moli d'attracco al Großer Wannsee
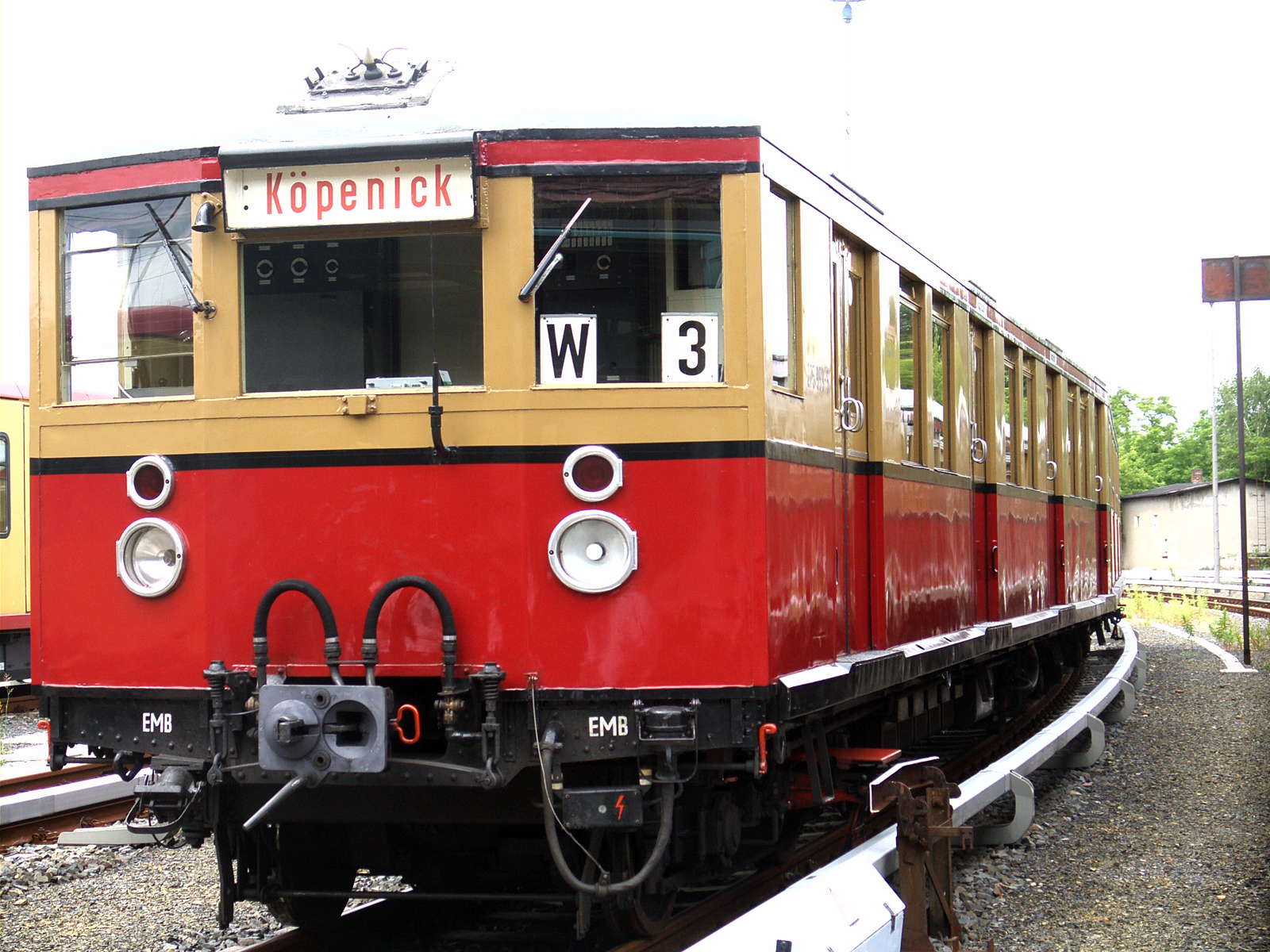
Un treno ET-165 tipo "Wannseebahn"[N 3], al deposito di Erkner
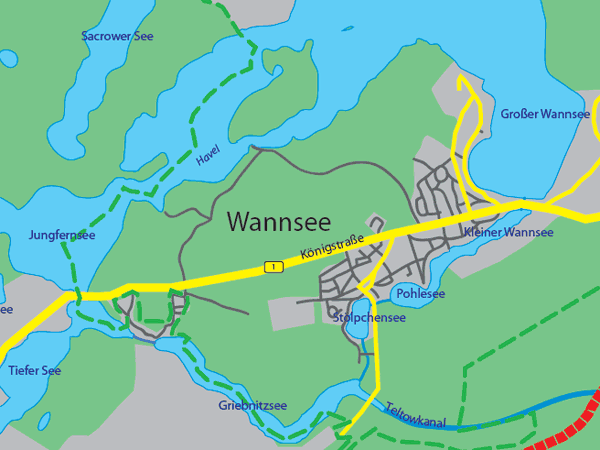
Mappa, con locazione della stazione[N 4]

### Esplicative
1. ↑  Treni espressi periodici che danno la possibilità al viaggiatore di portare l'automobile al suo seguito, su vagoni merci adatti a tale trasporto.
2. ↑  Informazioni al sito delle Deutsche Bahn.
3. ↑  Tipo di treni in esercizio sul primo tracciato riguardante la stazione di Wannsee.
4. ↑  La stazione è sita sulla Königstraße, fra i laghi Großer e  Kleiner Wannsee.

### Bibliografiche
1. ↑  (DE) AA.VV., Architekturführer Berlin, 6ª ed., Berlino, Dietrich Reimer Verlag, 2001,  p. 498, ISBN 3-496-01211-0.
2. ↑  (DE) Susanne Dost, Richard Brademann (1884–1965). Architekt der Berliner S-Bahn, Berlino, Verlag Bernd Neddermeyer, 2002,  p. 135, ISBN 3-933254-36-1.
3. ↑  (DE) S- und Fernbahnhof Wannsee & Stellwerk Ws & Stellwerk Wsa & Stellwerk Wsk, su stadtentwicklung.berlin.de. URL consultato il 29 marzo 2016 (archiviato dall'url originale il 13 aprile 2016).